# Siguntur (Sitiung)
Siguntur is een bestuurslaag in het regentschap Dharmasraya van de provincie West-Sumatra, Indonesië. Siguntur telt 4375 inwoners (volkstelling 2010).